# Koniuszy wielki koronny
Koniuszy wielki koronny (łac. agazo, stabuli Regni praefectus) – urząd dworski I Rzeczypospolitej.

## Historia powstania urzędu
Istniał już za czasów Kazimierza Wielkiego, kiedy to nazywano ten urząd konarskim. W końcu XVII wieku  został jednym z dygnitarstw państwowych (co formalnie potwierdzono w 1768). 

## Kompetencje
Koniuszy był zarządcą wszystkich królewskich stajni i stadnin. Dysponował osobnym funduszem wyznaczonym w tym celu. W rzeczywistości obowiązki koniuszych wypełniali podkoniuszy, a sam urząd z czasem stał się czysto tytularnym. Odpowiednikiem koniuszego wielkiego koronnego był na Litwie koniuszy wielki litewski.